# Febris
Febris er en dansk kortfilm fra 2003 instrueret af Jacob Wellendorf efter eget manuskript.

## Handling
Tobias Klein er stagneret på et lufthavnshotel. Langt hjemmefra og i dyb sorg har han mistet sit greb om virkeligheden. Filmen stiller spørgsmål ved de grænser, der normalt opfattes som absolutte. Grænserne mellem rum, tid og substans, mellem realitet og forestilling.

## Medvirkende
- Thomas Gabrielson, Tobias Klein
- Tarek Slimani
- Bodil Jørgensen
- Hans Henrik Clemensen